# 阿鲁姆巴武尔
阿鲁姆巴武尔（Arumbavur），是印度泰米尔纳德邦Perambalur县的一个城镇。总人口11083（2001年）。

## 人口
该地2001年总人口11083人，其中男性5442人，女性5641人；0—6岁人口1137人，其中男578人，女559人；识字率62.34%，其中男性为70.93%，女性为54.05%。